# Oyten
Oyten település Németországban, azon belül Alsó-Szászország tartományban. Lakosainak száma 16 420 fő (2023. december 31.).

## Népesség
A település népességének változása:
| Lakosok száma | 15 582 | 15 649 | 15 673 | 16 085 | 16 258 | 16 420 |
|               | 2016   | 2017   | 2019   | 2021   | 2022   | 2023   |